# تاريخ التشريع الإسلامي
تاريخ التشريع الإسلامي هو العلم الذي يبحث عن حالة الفقه الإسلامي في عصر الرسالة وما بعده من العصور، من حيث تعيين الأزمنة التي أُنشئت فيها تلك الأحكام، وبيان ما طرأ عليها من نسخ وتخصيص وتفريع، وما سوى ذلك.وتعود النشأة الأولى لتاريخ التشريع الإسلامي إلى تاريخ بعثة النبي محمد –صلى الله عليه وسلم-، حيث نزول أول آي القرآن الكريمة بمكة.وقد اتجه التشريع الإسلامي أول مرة إلى إصلاح العقيدة، فإنها الأساس الذي ينبني عليه ما سواه.وقد مر تاريخ التشريع الإسلامي بأربع مراحل: الأولى: (عهد النبوة)، وهو عهد الإنشاء والتكوين. الثانية: (عهد الصحابة والتابعين)، وهو عهد التفسير والتكميل. الثالثة: (عهد التدوين)، وهو عهد الأئمة المجتهدين، وعهد النمو والنضج التشريعي. الرابعة: (عهد التقليد)، وهو عهد الجمود والوقوف.

## التشريع في عصر النبوة (مرحلة التأسيس)
يبدأ تاريخ التشريع الإسلامي منذ عهد الرسول –صلى الله عليه وسلم-، وعهد النبوة هو العهد الذي بدأ فيه التشريع الإسلامي، ويسمى (مرحلة التأسيس)، وتمتد هذه المرحلة من بعثة النبي –صلى الله عليه وسلم- حيث نزول أول آي القرآن الكريم بمكة، وحتى وفاته –صلى الله عليه وسلم- بالمدينة المنورة.ويُعد هذا العهد أهم عهود التشريع، لأن الأحكام الشرعية فيه كان مصدرها الوحي بشقيه –القرآن والسنة النبوية-.فالتشريع الإسلامي إما أن يكون وحياً إلهياً بالمعنى واللفظ، وذلك يتمثل في القرآن الكريم الذي أنزله الله على رسول الله –صلى الله عليه وسلم-، وإما أن يكون وحياً إلهياً بالمعنى دون اللفظ، وذلك يتمثل في السنة النبوية، فإن لفظ الحديث من كلامه، وإن كان معناه وحيًا؛ لقوله تعالى: ﴿وَمَا يَنْطِقُ عَنِ الْهَوَى ۝٣ إِنْ هُوَ إِلَّا وَحْيٌ يُوحَى ۝٤﴾ [النجم:3–4].

### مميزات التشريع في هذا العصر
ويتميز التشريع الإسلامي في العهد النبوي بثلاث مزايا وهي: نزول القرآن الكريم: وكان ينزل منجماً مفرَّقاً حسب الوقائع والمناسبات التي تعرف بسبب النزول، على مدى ثلاث وعشرين سنة. وبيان السنة النبوية: وكان بالقول أو الفعل أو التقرير بياناً واضحاً ومكملاً للقرآن، أو مضيفاً بعض الأحكام التفصيلية، وصارت السنة حجة في التشريع كالقرآن، ومأموراً بها من الله تعالى باتباعها. واجتهاد النبي –صلى الله عليه وسلم-: وذلك فيما لم ينزل فيه وحي، ويأذن لصحابته بالاجتهاد، لتعليمهم وإرشادهم، سواء في حضرته أو غيبته، فيقرّهم على ما أصابوا، وينكر عليهم ما أخطأوا.وقد قام التشريع في هذه المرحلة على ثلاثة أسس: رفع الحرج. وقلة التكاليف. والتدرج في التشريع.

### أبرز الفقهاء في هذا العصر
كان النبي هو المُبلِغ عن ربه أحكام التشريع بالقرآن والسنة، وبالتالي فهو المرجع للمسلمين في هذا العصر، وقد ورد أن بعض الصحابة اجتهد في عهد الرسول، وقضى باجتهاده في بعض الخصومات، أو استنبط باجتهاده حكمًا في بعض الوقائع مثل: علي بن أبي طالب، ومعاذ بن جبل، وحذيفة بن اليمان. والصحابيين اللذين خرجا في سفر وحضرتهما الصلاة، ولم يجدا ماءً، فتيمما وصليا، ثم وجدا الماء في الوقت، فأما أحدهما فأداه اجتهاده إلى أن يتوضأ، ويعيد الصلاة وأما الثاني فأداه اجتهاده إلى أن صلاته الأولى أجزأته، ولا إعادة عليه ولم يعدها. ولكن هذه الجزئيات وأمثالها لا تدل على أن أحدًا غير الرسول كانت له سلطة التشريع في عهد الرسول.ومع هذا فلا يعتبر الاجتهاد في العهد النبوي مصدراً مستقلاً من مصادر التشريع؛ لأن اجتهاد النبي –صلى الله عليه وسلم- يرجع في نهايته إلى الوحي، فإن كان صواباً أقرّ عليه، وإن كان غير ذلك، نبّه إلى وجه الخطأ فيه.
وبوفاته –صلى الله عليه وسلم- انتهى عهد التشريع الذي بدأ بالبعثة النبوية، ويُقدَّر بما يقرب من ثلاث وعشرين سنة.

## التشريع الإسلامي في عهد الصحابة والتابعين (مرحلة التفسير والاجتهاد)
وينقسم هذا العهد إلى دورين:
- الدور الأول: تاريخ التشريع الإسلامي في عهد الخلفاء الراشدين:

بعد وفاة الرسول –صلى الله عليه وسلم-، دخل عهد الصحابة، وبهذا العهد دخل تاريخ التشريع الإسلامي مرحلة جديدة، وهي مرحلة (التفسير والتكميل)، مرحلة التفسير التشريعي، وفتح أبواب الاستنباط فيما لا نص فيه من الوقائع، فإن رؤوس الصحابة صدرت عنهم آراء كثيرة في تفسير نصوص الأحكام في القرآن والسنة، تُعد مرجعاً تشريعياً لتفسيرها وتبيينها، وصدرت عنهم فتاوى كثيرة بأحكام في وقائع لا نص فيها، تعتبر أساساً للاجتهاد والاستنباط.
- الدور الثاني: تاريخ التشريع في عهد صغار الصحابة والتابعين:

وهذا الدور يبدأ من ولاية معاوية بن أبي سفيان سنة 41 هجرية، وينتهي بانتهاء القرن الأول من الهجرة النبوية، أو بعد ذلك بقليل.وقد كان التشريع الإسلامي في هذا العهد، امتداداً لعهد الخلفاء الراشدين في طريقة أخذ الأحكام من المصادر الإسلامية، إذ أن المذاهب لم تكن قد ظهرت بعد، فكان القاضي يعتمد على الكتاب والسنة، وينتفع بما سبقه من إجماع العلماء، عندما لا يكون هناك نص من القرآن والحديث، كما يجتهد رأيه إذا لم يجد ما يستند له من قرآن أو حديث أو إجماع.

### مميزات التشريع في هذا العصر
وفي هذا العهد اضطلع الصحابة بعبء الاجتهاد، لاتساع الفتوحات، واستحداث أمور، وطروء مسائل، وحوادث لا عهد لهم بها من قبل، وكان اجتهادهم بالمعنى الواسع بعد البحث عن حكم الحادثة في القرآن، والسنة، فنظروا في دلائل النصوص، وقاسوا، واستحسنوا، وعملوا بمقتضى المصالح المتفقة مع مقاصد الشريعة، ولم يكن الرأي عندهم مقصوراً على القياس بالمعنى الضيق، بل كان يشمل القياس والاستحسان، والبراءة الأصلية، وسد الذرائع، والمصالح الكلية، وأخذوا الحكم من ظواهر النصوص أو من معقوله.وقد وُجِد في هذا العهد نوع مهم من مصادر التشريع، واحتل المكان الثالث بعد القرآن الكريم والسنة النبوية، وهو إجماع الصحابة، وذلك لأن إجماع الصحابة هو في الحقيقة اجتهاد مجموعة من أساطين الشريعة، ومن هنا سبق اجتهاد الفرد، فالقاضي بعد هذا أصبح إذا عُرضت عليه قضية يبحث عن حلّ لها في القرآن أو الحديث أو الإجماع، فإن لم يجد اجتهد، وعمل بما يهديه إليه اجتهاده.ومن مميزات هذا العهد النظر إلى مقاصد الأحكام، ومن نظر إلى ما أُثِر عن فقهاء الصحابة، مثل الخلفاء الراشدين وابن مسعود ومعاذ بن جبل وابن عمر وابن عباس وغيرهم، ونظر إلى فقههم وتأمله بعمق، تبين له أنهم كانوا ينظرون إلى ما وراء الأحكام من علل ومصالح، وما تحمله الأوامر والنواهي من حكم ومقاصد، فإذا أفتوا في مسألة أو حكموا في قضية لم يغب عن بالهم مقاصد الشريعة وأهدافها.
وانقضى هذا الدور –عهد الصحابة والتابعين-، ولم يُدوَّن فيه شيء من الفقه، كما أن السنة لم تدون أيضًا، وإن حصلت محاولات لتدوينها، عندما كتب عمر بن عبد العزيز إلى عامله بالمدينة أبي بكر محمد بن عمرو بن حزم، أن انظر ما كان من حديث رسول الله - صلى الله عليه وسلم -، أو سنته فاكتبه، إلا أن عمر بن عبد العزيز مات قبل أن يتم ابن حزم ما أمره به عمر.

### أبرز الفقهاء في هذا العصر
وفي مقدمتهم: الخلفاء الراشدون وابن مسعود ومعاذ بن جبل وأم المؤمنين عائشة –زوجة رسول الله-، وعبد الله بن عمر، وعن هؤلاء أخذ كبار التابعين في المدينة. واشتهر كذلك مجموعة من المفتين في مكة والكوفة، والبصرة، والشام، ومصر، واليمن، وهؤلاء الذين اشتهروا بالفتيا في هذه الأمصار، هم أجلّ من كان يفتون الناس في هذا الدور، ويروون الحديث عن رسول الله، ولم يكن يُعرف بين الناس الانتساب إلى فقيه معين يعمل بما ذهب إليه من رواية أو رأي، وإنما كان هؤلاء المفتون بالأمصار المختلفة معروفين بالفقه ورواية الحديث، فكان المستفتي يذهب إلى من شاء منهم فيسأله عما نزل به، فيفتيه.

## التشريع الإسلامي في عصر الأئمة المجتهدين (مرحلة التدوين)
ويمكن تحديد بداية الفترة الزمنية لهذا العهد من أول القرن الثاني الهجري، ونهايته في أواسط القرن الرابع الهجري، فهو بالتقريب 250 سنة.وقد سُمي هذا العهد بعهد التدوين والأئمة المجتهدين؛ لأن حركة الكتابة والتدوين نشطت فيه، فدوِّنت السنة، وفتاوى المفتين من الصحابة والتابعين وتابعيهم، وفقه الأئمة المجتهدين، ورسائل في علم أصول الفقه.

### مميزات عصر الأئمة والمجتهدين
نما التشريع الإسلامي في هذا العصر، وازدهر، وكثرت مسائله على نحو لم يعهد مثله من قبل، وهذه الظاهرة ترجع إلى أسباب كثيرة نذكر منها:
 أولًا: عناية الخلفاء العباسيين بالفقه والفقهاء، وتظهر هذه العناية بتقريبهم الفقهاء، والرجوع إلى آرائهم.
ثانيًا: اتساع البلاد الإسلامية، فقد كانت تمتد من أسبانيا إلى الصين، وفي هذه البلاد الواسعة عادات وتقاليد مختلفة تجب مراعاتها ما دامت لا تخالف نصوص الشريعة، فاختلفت الاجتهادات بناء على اختلاف العادات والتقاليد.
ثالثًا: ظهور المجتهدين الكبار ذوي الملكات الفقهية الراسخة، فعملوا على تنمية الفقه، وسد حاجات الدولة من التنظيمات والقوانين، وأنشأوا المدارس التي ضمت نوابغ الفقهاء.

### أبرز الفقهاء في هذا العصر
ولعل أبرز من اشتهر في هذا العهد الأئمة الأربعة (أبو حنيفة، ومالك، والشافعي، وأحمد بن حنبل)، وهؤلاء هم أئمة المذاهب الأربعة، وقد تميزوا بأن احتفظ كل واحد منهم بخصيصة تفوق بها على الآخرين.وغيرهم من الفقهاء، كـ: سفيان الثوري، وأبي يوسف، وزفر بن الهذيل، وعبد الله بن وهب، ويحيى بن يحيى الليثي، وابن سريح، ويوسف البويطي، والأوزاعي، وابن جرير الطبري، وغيرهم الكثير.
|   | العهد التشريعي                                                                                | معالمه | أبرز الفقهاء |
| - | --------------------------------------------------------------------------------------------- | --- | --- |
| 1 | العهد النبوي، ويبدأ منذ البعثة وينتهي بوفاة النبي –عليه الصلاة والسلام-.                      | بداية التأسيس (نزول القرآن الكريم)(بيان السنة النبوية)(اجتهاد النبي –عليه الصلاة والسلام-)(رفع الحرج وقلة التكاليف والتدرج في التشريع) | النبي محمد –صلى الله عليه وسلم- المُبلِغ عن ربه بالوحي. |
| 2 | عهد الخلفاء الراشدين، ويبدأ بوفاة النبي –عليه السلام-، وينتهي في سنة 41هـ.                    | (أنه عهد التفسير والتكميل)(فتح أبواب الاستنباط فيما لا نص فيه، واضطلاع الصحابة بعبء الاجتهاد)(وجود المصدر الثالث في التشريع –الإجماع-) | الخلفاء الراشدين الأربعة، عبد الله ابن مسعود، ومعاذ بن جبل، وعبد الله بن عباس و أم المؤمنين عائشة وغيرهم. |
| 3 | عهد صغار الصحابة والتابعين، ويبدأ من سنة 41ه، وينتهي بداية القرن الهجري الثاني                | (أنه كان امتداد لعهد الخلفاء الراشدين في طريقة أخذ الأحكام من المصادر الإسلامية)(اتسعت دائرة البحث الفقهي خلال هذا العهد)(اشتهر مجموعة من المفتين في مختلف الأمصار)(ظهور الكذب في الحديث عن رسول الله)(محاولة عمر بن عبد العزيز لتدوين السنة)    | عبد الله بن عمر، أنس بن مالك الأنصاري، وسعيد بن المسيب، وعروة بن الزبير بن العوام، وعكرمة مولى ابن عباس، وعطاء بن أبي رباح، وسعيد بن جبير، وأبو العالية رفيع ،ومحمد بن سيرين، وطاووس بن كيسان، وغيرهم.                                           |
| 4 | عهد التدوين والأئمة المجتهدين، وتبدأ من أول القرن الثاني، وينتهي في أواسط القرن الرابع الهجري | (عهد التدوين والاجتهاد، وفيه تم تدوين السنة وفتاوى المفتين من الصحابة والتابعين)(اتسعت دائرة التشريع في الاستيعاب والضبط، وتم إبراز مكنوناته، وتدعيم قواعده)(كثرت مسائله على نحو لم يعهد مثله من قبل)(ظهور المجتهدين الكبار ذوي الملكات الفقهية) | أئمة المذاهب الأربعة: (أبو حنيفة، ومالك، والشافعي، وأحمد بن حنبل)، وغيرهم من الفقهاء، كـ: سفيان الثوري، وأبي يوسف، وزفر بن الهذيل، وعبد الله بن وهب، ويحيى بن يحيى الليثي، وابن سريح، ويوسف البويطي، والأوزاعي، وابن جرير الطبري، وغيرهم الكثير. |

## التشريع الإسلامي في العهد الحديث
وهو العصر الذي ابتدأ من تاريخ ظهور مجلة الأحكام العدلية، سنة (1286هـ)، وذلك في (1851 مادة)، ثم تلاه مرشد الحيران في معرفة أحوال الإنسان، لقدري باشا في مصر، ويشمل (1049 مادة) في أحكام المعاملات وأحكام الوقف والأحوال الشخصية.وعندما تسرب القانون الوضعي إلى العالم الإسلامي، أحس المخلصون في ديار الإسلام بالحاجة إلى تنظيم الفقه والتجديد في صياغته؛ فإن الترتيب الفني في القانون الوضعي يجعل العثور على الحكم سهلاً ميسوراً، في فقرات موجزة، وترقيم مرتب، وفهرس مفصل، فلماذا لا ينظم الفقه الإسلامي كذلك؟ وبدأت محاولات هذا التنظيم لصياغة الفقه.